# 斑點擬緋鯉
斑點擬緋鯉（学名：Pseudupeneus maculatus）為輻鰭魚綱鱸形目鱸亞目鬚鯛科的其中一種，分布於西大西洋區，從美國新澤西州至巴西海域，棲息深度可達90公尺，體長可達30公分，生活在沙石底質海域，屬肉食性，可做為食用魚及觀賞魚，有雪卡魚中毒的報告。
其种加词“maculatus”意为“有斑点的”。